# トポニム
トポニム（toponym）とは，その名を地名に由来する言葉のことである。これに対し，エポニムは，その名を人名に由来する言葉のことである。

## 用例
トポニムの例としては以下のような言葉がある。
- テレマーク…スキージャンプ競技における着地の姿勢。競技発祥の地であるノルウェーのテレマーク地方にその名を由来する。
- デニム…フランス語の「セルジュ・ドゥ・ニーム（serge de Nîmes）」（ニーム産のサージ生地）が語源とされている。